# Fachanwalt für Steuerrecht
Bei dem Titel eines Fachanwalts für Steuerrecht handelt es sich um eine Fachanwaltsbezeichnung des deutschen Berufsrechts der Rechtsanwälte.
Der Fachanwalt für Steuerrecht gehört zu den ältesten deutschen Fachanwaltsbezeichnungen, die in § 43c BRAO genannt sind.

## Rechtsgebiete der Ausbildung
Inhaltlich wird der Titel durch die in § 9 der Fachanwaltsordnung (FAO) genannten Rechtsgebiete, bezüglich derer der den Fachanwaltstitel führende Rechtsanwalt besondere Kenntnisse nachweisen muss, definiert. Dies sind:  
- Buchführung und Bilanzwesen einschließlich des Rechts des Jahresabschlusses (§ 9 Nr. 1 FAO),
- Allgemeines Abgabenrecht einschließlich des Bewertungs- und Verfahrensrechts (§ 9 Nr. 2 FAO),
- das besondere Steuer- und Abgabenrecht in den Teilbereichen Einkommen-, Körperschafts- und Gewerbesteuer, Umsatzsteuer und Grunderwerbssteuer sowie Erbschafts- und Schenkungsteuer (§ 9 Nr. 3 FAO),
- Grundzüge des Verbrauchssteuer-, Außensteuer- und Steuerstrafrechts (§ 9 Nr. 4 FAO).

Weiter erforderlich ist zum Erwerb des Titels eines Fachanwalts für Steuerrechts, wie bei allen Fachanwaltstiteln, der Nachweis besonderer praktischer Erfahrungen. Hier fordert § 5 S. 1 lit. b FAO den Nachweis von 50 durch den Bewerber bearbeiteter Fälle. Unter diese Fälle müssen mindestens 10 rechtsförmliche Verfahren, also Einspruchs- oder Klageverfahren, fallen. Weiter müssen sich jeweils mindestens fünf Fälle auf mindestens drei der in § 9 Nr. 3 FAO genannten Rechtsgebiete beziehen.

## Statistik
Zum 1. Januar 2024 sind 4.695 Fachanwälte für Steuerrecht in Deutschland zugelassen.